# عبدالوهاب ابوالهیل
عبدالوهاب ابوالهیل (به عربی: عبد الوهاب أبو الهيل) (متولد ۲۱ سپتامبر ۱۹۷۶ در بغداد)، بازیکن بازنشسته و مربی کنونی فوتبال، اهل عراق می‌باشد.
او سابقهٔ بازی در باشگاه‌های فوتبال ایرانی استقلال اهواز، سپاهان اصفهان و فولاد خوزستان را در کارنامهٔ خود دارد.
وی در جام باشگاه‌های جهان ۲۰۰۷ در بازی مقابل ویتاکر یونایتد، یک گل برای تیم سپاهان به ثمر رساند.
او مدت طولانی هم عضو تیم ملی فوتبال عراق بوده‌است و ۶۶ بازی ملی و ۸ گل ملی در کارنامهٔ خود نیز دارد.
ابوالهیل سابقهٔ هدایت تیم الطلبه عراق را به عنوان سرمربی دارد.

## افتخارات
باشگاهی
- لیگ برتر
- نایب قهرمانی در لیگ برتر فوتبال ایران ۸۷-۱۳۸۶ به همراه تیم سپاهان اصفهان
- جام حذفی
- قهرمانی در جام حذفی ۸۶-۱۳۸۵ به همراه تیم سپاهان اصفهان
- لیگ قهرمانان آسیا
- نایب قهرمانی در لیگ قهرمانان آسیا ۲۰۰۷ به همراه تیم سپاهان اصفهان

ملی
- قهرمانی فوتبال غرب آسیا
- قهرمانی در مسابقات فوتبال غرب آسیا ۲۰۰۲ به همراه تیم ملی فوتبال عراق
- مقام چهارمی المپیک ۲۰۰۴ آتن در فوتبال